# تشارلز إل. كون
تشارلز إل. كون (بالإنجليزية: Charles L. Kuhn)‏ هو مؤرخ الفن أمريكي، ولد في 1902، وتوفي في 1985.